# 皇太神社 (宝塚市)
皇太神社（こうたいじんじゃ）は兵庫県宝塚市にある神社である。皇大神社同様、伊勢神宮を総本社とする。表記は異なるが、他の皇大神社と混同を避けるため川面皇太神社とも称する。

## 祭神
- 天照大神（あまてらすおおみかみ）、天児屋根命（あめのこやねのみこと）。

## 歴史
- 10世紀後半、多田盆地（現在の兵庫県川西市多田）を拠点として広大な荘園を開いた源満仲の御家人である中村勘素がこの地域を支配し、八幡神を勧請、明城（あけしろ）大明神を創建したと伝えられる。
- 1715年、現在地に遷座したという。創建場所は、現川面1丁目という説、現川面5丁目（鍋野宇古宮）という説、両場所にあった神を現在地に合祀したという説がある。
- 旧川辺郡安場村の産土神とされ、文献によっては明白大明神、赤白大明神、赤城大明神などと記されている。
- 明治元年の神仏分離により、天照大神、天児屋根命を奉斎して皇太神社へ改称、明城大明神を末社とした。

## 社殿・境内
- 江戸時代建立の社殿は兵庫県南部地震で倒壊、再建された。
- 末社は明城大明神のほか、多田神社、加太神社、愛宕神社、大山祇神社、熊野神社、住吉神社、天満神社。

## 祭事・年中行事
- 10月22日23日に、川面だんじり祭が行われる。

## 所在地・交通
- 兵庫県宝塚市川面4-7-6
  - JR宝塚線、阪急宝塚線宝塚駅から徒歩8分
  - 阪急宝塚線清荒神駅から徒歩9分